# Communauté de communes Gérardmer Hautes Vosges
La communauté de communes Gérardmer Hautes Vosges (CCGHV) est une communauté de communes française située dans le département des Vosges dans la région Grand Est.
Elle est issue de la scission de la communauté de communes des Hautes Vosges et reprend approximativement le périmètre de l'ancienne communauté de communes de Gérardmer-Monts et Vallées.

## Historique
La communauté de communes est créée par un arrêté préfectoral du 27 octobre 2021 qui a pris effet le 1er janvier 2022,.
En effet, fin 2018, sept des communes membres (Gérardmer, Granges-Aumontzey, Liézey, Rehaupal, Le Tholy, Le Valtin et Xonrupt) demandent à sortir de l'intercommunalité communauté de communes des Hautes Vosges pour recréer une communauté de communes « Gérardmer Monts et vallées », ce qui a été accepté par le conseil communautaire,, mais est soumis à l'accord du préfet après avis de la commission départementale de coopération intercommunale, après les élections municipales de 2020, notamment à Gérardmer. Cette procédure est néanmoins facilitée par les nouvelles dispositions de la loi « Engagement et proximité » du 27 décembre 2019,

## Territoire communautaire

### Composition
La communauté de communes est composée des 8 communes suivantes :

| Nom               | Code Insee | Gentilé    | Superficie (km2) | Population (dernière pop. légale) | Densité (hab./km2) |
| ----------------- | ---------- | ---------- | ---------------- | --------------------------------- | ------------------ |
| Gérardmer (siège) | 88196      | Géromois   | 54,78            | 7 685 (2022)                      | 140                |
| Champdray         | 88085      | Chandeleys | 9,49             | 192 (2022)                        | 20                 |
| Granges-Aumontzey | 88218      |            | 33,01            | 2 560 (2022)                      | 78                 |
| Liézey            | 88269      | Pouhas     | 13,27            | 301 (2022)                        | 23                 |
| Rehaupal          | 88380      |            | 4,72             | 208 (2022)                        | 44                 |
| Le Tholy          | 88470      | Cafrancs   | 30,76            | 1 495 (2022)                      | 49                 |
| Le Valtin         | 88492      | Valtinois  | 19,64            | 74 (2022)                         | 3,8                |
| Xonrupt-Longemer  | 88531      | Xonrupéens | 30,71            | 1 475 (2022)                      | 48                 |

### Démographie
| 1968   | 1975   | 1982   | 1990   | 1999   | 2010   | 2015   | 2021   |
| ------ | ------ | ------ | ------ | ------ | ------ | ------ | ------ |
| 15 840 | 16 004 | 15 900 | 15 550 | 15 571 | 15 437 | 14 888 | 14 197 |

## Administration

### Siège
Le siège de l'intercommunalité se situe à Gérardmer au n°16 de la rue Charles-de-Gaulle.

### Élus
La communauté de communes est administrée par son conseil communautaire, composé à sa création de 30 conseillers municipaux issus de chacune des communes membres, et répartis de la manière suivante :

- 15 délégués pour Gérardmer ;

- 5 délégués pour Granges-Aumontzey

- 3 délégués pour Le Tholy et Xonrupt-Longemer ;

- 1 délégué ou son suppléant, pour les 4 autres communes.

### Liste des présidents successifs
| Période      | Période  | Identité          | Étiquette | Qualité                      |
| ------------ | -------- | ----------------- | --------- | ---------------------------- |
| janvier 2022 | En cours | Stessy Speissmann |           | Maire de Gérardmer (2014 → ) |

### Compétences
La communauté de communes a été créée par arrêté préfectoral du 27 octobre 2021 qui a pris effet le 1er janvier 2022.

### Régime fiscal et budget
Le régime fiscal de la communauté d'agglomération est la fiscalité additionnelle avec fiscalité professionnelle de zone et sans fiscalité professionnelle sur les éoliennes.

#### Budget et fiscalité 2022
En 2022, le budget de la communauté de communes était constitué ainsi (Base : Population de 21 768 habitants) :
- total des produits de fonctionnement : 8 276 000 €, soit 380 € par habitant ;
- total des charges de fonctionnement : 8 341 000 €, soit 383 € par habitant ;
- total des ressources d'investissement : 1 288 000 €, soit 59 € par habitant ;
- total des emplois d'investissement : 1 452 000 €, soit 67 € par habitant ;
- endettement : 443 000 €, soit 118 € par habitant.

Avec les taux de fiscalité suivants :
- taxe d'habitation : 2,67 % ;
- taxe foncière sur les propriétés bâties : 7,51 % ;
- taxe foncière sur les propriétés non bâties : 3,98 % ;
- taxe additionnelle à la taxe foncière sur les propriétés non bâties : 5,34 % ;
- cotisation foncière des entreprises (fiscalité additionnelle) : 0,00 % ;
- Cotisation foncière des entreprises (fiscalité prof. unique ou de zone) : 23,62 %;
- Cotisation foncière des entreprises (fiscalité des éoliennes) : 0,00 %.